# Pabst Brewing Company
Die Pabst Brewing Company war eine US-amerikanische Brauerei und ist eine Getränke-Holding mit Sitz in Los Angeles. Die Biere der verschiedenen Marken werden im Lohnbrau hergestellt.

## Geschichte

### Gründung

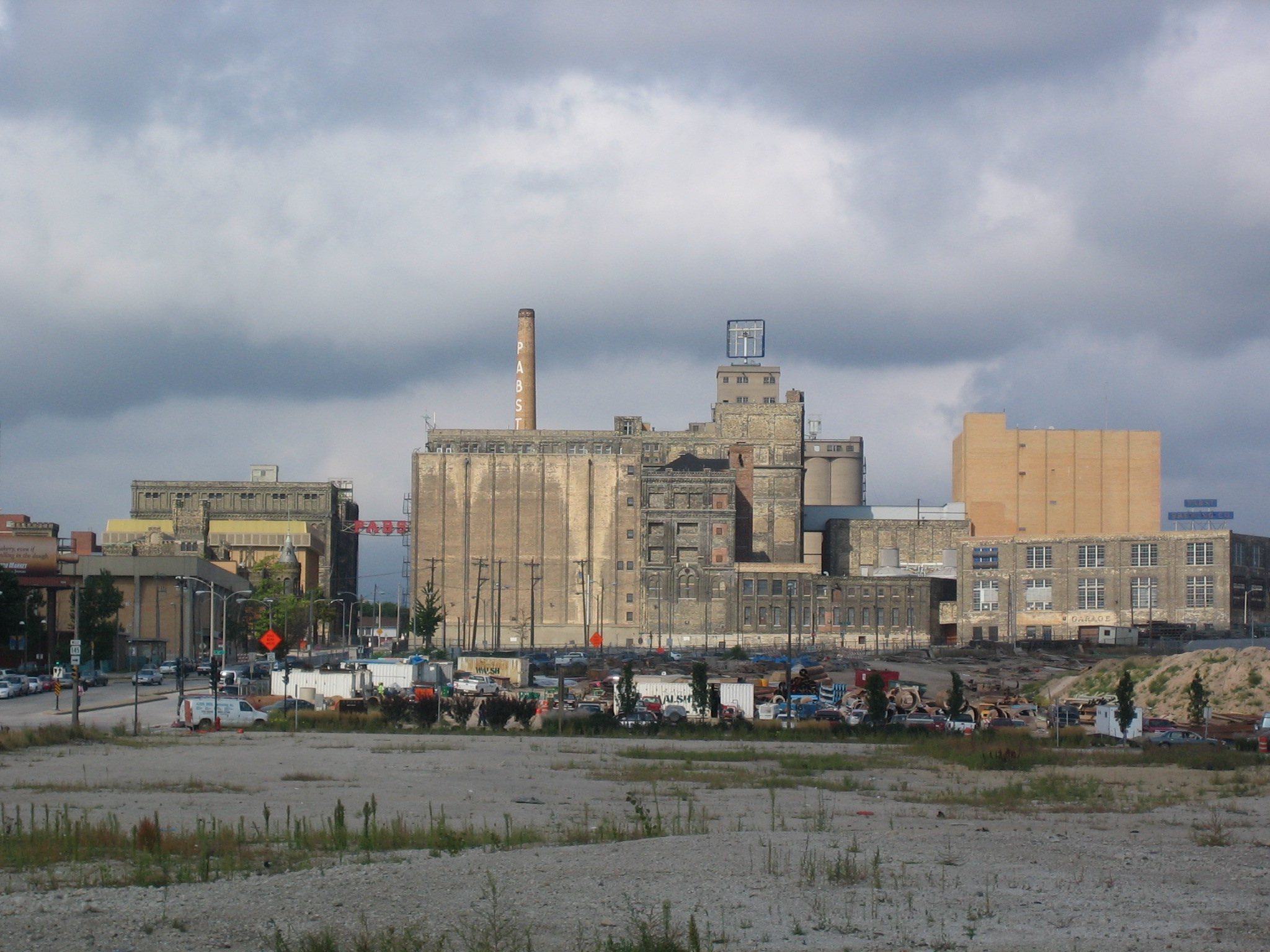
Ehemalige Pabst-Brauerei in Milwaukee

Die Brauerei wurde 1844 durch den deutschen Auswanderer Jacob Best in Milwaukee unter dem Namen Empire Brewery gegründet und später in Best and Company umbenannt. Best betrieb die Brauerei gemeinsam mit seinen Söhnen Phillip, Charles, Jacob Jr. und Lorenz. Sechs Jahre später verließen Charles und Lorenz den Familienbetrieb und gründeten die Plank Road Brewery, welche später unter dem Namen Miller Brewing Company bekannt wurde. Im Jahr 1853 ging Jacob Best in den Ruhestand und Phillip übernahm die Leitung des Betriebs. 1859 benannte er sie in Phillip Best Brewing Company um.
Zu dieser Zeit lernte seine Tochter Maria den Schiffskapitän Frederick Pabst kennen, der sie im Jahr 1862 heiratete und im Jahr 1863 die Hälfte der Anteile an der Brauerei erwarb. Ein ausschlaggebender Grund für den Kauf war, dass Pabst kurz zuvor auf einer Schifffahrt nur knapp dem Tod entronnen war. Emil Schandein, Bests zweiter Schwiegersohn, kaufte die andere Hälfte der Anteile.

### Aufstieg unter Pabst und Schandein
Die Bierproduktion stieg seit Gründung der Brauerei von ungefähr 300 Barrel pro Jahr auf über 14.000. Phillip Best starb im Jahr 1869. Die offizielle Gründung und Anmeldung der Brauerei erfolgte im Jahr 1873. Zu dieser Zeit wurden bereits über 100.000 Barrel pro Jahr hergestellt. Im Jahr 1872 war die Brauerei bereits die zweitgrößte in den USA. 1874 wurde die South Side Brewery dem Unternehmen einverleibt.
Durch das wirtschaftliche Geschick der Partner Pabst und Schandein wuchs das Unternehmen stetig weiter. Beide waren daran interessiert, die modernste Technologie in der Herstellung anzuwenden. Maschinen zur Eisherstellung wurden 1880 eingeführt, elektrisches Licht zwei Jahre darauf. Auch im Bereich Marketing wurden Maßstäbe gesetzt. Die Phillip Best Brewing Company war eine der ersten Brauereien, die öffentliche Besichtigungen anbot. Nach der Tour wurden Besucher in den der Brauerei angeschlossenen Sternewirt eingeladen.
Emil Schandein starb 1888 während eines Heimatbesuchs in Deutschland, wodurch die Leitung Frederick Pabst übertragen wurde. Am 12. März 1889 wurde der Name des Unternehmens zu Pabst Brewing Company geändert.

### Nationale Expansion

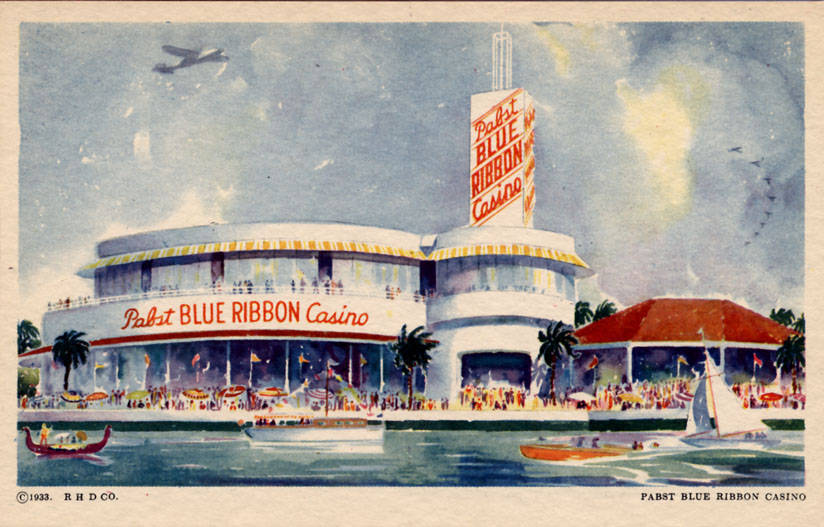
Pabst Blue Ribbon Casino in Chicago, 1930er Jahre

Auf der World’s Columbian Exposition hatte Pabst einen Pavillon, der vom Architekten Otto Strack geplant war. Auf dieser erhielt die Brauerei im November 1893 die Gold Medal for Brewing Excellence. Diese Auszeichnung wurde ohne Erfolg von Anheuser-Busch angefochten. Zu dieser Zeit wurden die charakteristischen blauen Bänder eingeführt. Während der Siegerfeiern auf der Ausstellung ließ Pabst blaue Bänder (eng. „ribbons“) um die Flaschenhälse legen. Schließlich wurde die bekannte Marke „Pabst Select“ 1895 in „Pabst Blue Ribbon“ (kurz „PBR“) umbenannt. Im selben Jahr erreichte die Brauerei einen Ausstoß von 1 Million Barrel. Frederick Pabst starb im Jahr 1904. Sein Sohn Gustav wurde Nachfolger. 
Während der Zeit der Prohibition verkaufte Pabst unter anderem Malzextrakt, nicht-alkoholische Getränke und Käse. Das Käsegeschäft wurde später an Kraft verkauft.
Nach der Prohibition gelang Pabst eine rasche Expansion. 1934 wurde eine Brauerei in Peoria Heights gekauft, in den 1940er Jahren die Hoffman Beverage Company und die Los Angeles Brewing Company.
Groucho Marx warb in den 1940ern für Pabst Bier.

### Misserfolg und Verkauf
In den 1950er Jahren sank der Umsatz beträchtlich. Im Jahr 1949 war Pabst noch Marktführer, 1957 nur noch der siebtgrößte Anbieter. Durch die Akquisition der Valentin Blatz Brewing Company 1958 wurde James C. Windham neuer Präsident. Das amerikanische Department of Justice machte die Akquisition jedoch rückgängig. Die Produktionsstätten der Blatz-Brauerei wurden geschlossen, die Getränkemarken verblieben jedoch bis zum Jahr 1969 bei Pabst. Diese wurden daraufhin von der G. Heileman Brewing Company gekauft. 
Nach mehreren erfolglosen Werbekampagnen brachte erst eine Preissenkung gegen Ende der 1950er Jahre das Unternehmen wieder auf Erfolgskurs. Die Verkaufszahlen stiegen von 3,9 Millionen Barrel auf 10,5 Millionen im Jahr 1970 und das Rekordhoch 18 Millionen im Jahr 1977. 
Trotz des Rückschlags mit Blatz folgten weitere Akquisitionen: die Burgermeister-Marke der Theodore Hamm Brewing Company (1975), Blitz-Weinhard Brewing Company (1979) und die Olympia Brewing Company (1982). Die Akquisition der Joseph Schlitz Brewing Company im Jahr 1981 wurde vom Department of Justice verboten. Im selben Jahr machte die G. Heileman Brewing Company ein Angebot, Pabst aufzukaufen, was jedoch abgelehnt wurde.
In den Folgejahren begannen die Umsätze wieder einzubrechen und das Unternehmen wurde 1984 für 63 Millionen Dollar an Paul Kalmanovitz von S&P Company verkauft. Kalmanovitz setzte drastische Kostensenkungen durch. Nach seinem Tod im Jahr 1988 wurde Lutz Issleib Vorstandsvorsitzender und Präsident. Unter seiner Führung wuchs der Marktanteil der Pabst-Brauerei von 1988 bis 1993 um mehr als 16 Prozent, konnte diesen Aufwärtstrend jedoch nicht beibehalten.

### Virtuelle Brauerei seit 1996

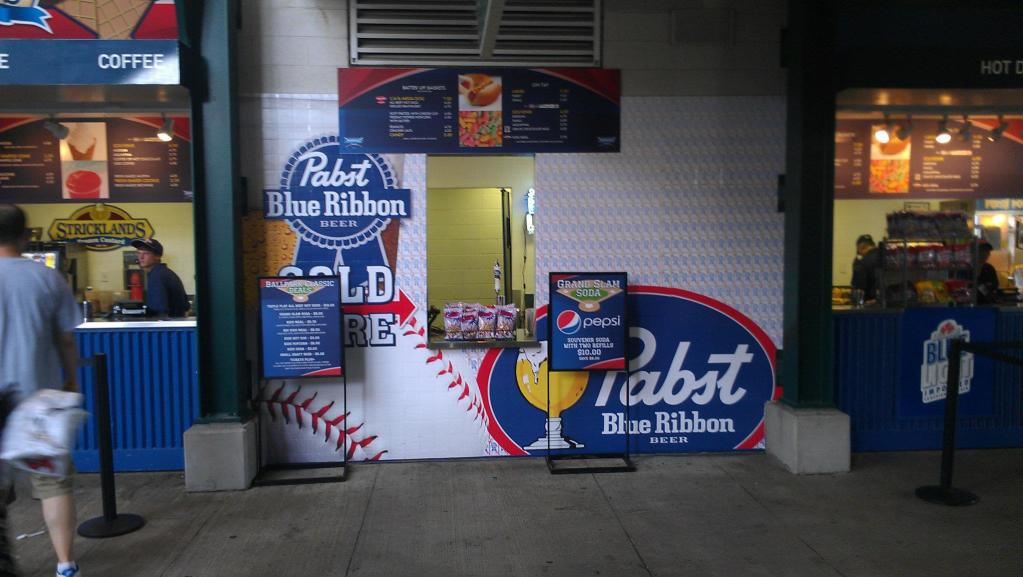
Werbung für Pabst Blue Ribbon auf dem Progressive Field in Cleveland

1996 wurde, nachdem zuvor 70 % der Belegschaft entlassen wurden, die komplette Bierproduktion an die G. Heileman Brewing Company, eine Teilfirma der Stroh Brewery Company, ausgelagert. Somit ist Pabst seit 1996 eine „virtuelle Brauerei“. Die ursprüngliche Pabst-Brauerei wurde geschlossen. Das Objekt ist seitdem das Ziel von Investoren, die das Grundstück erwerben wollen. 2001 wurde PabstCity in das National Register of Historic Places aufgenommen. Im Zentrum findet sich eine Bronzestatue von Frederick Pabst.
1999 kaufte Pabst die Stroh Brewery Company und verkaufte die Produktionsstätten Heilemans an die City Brewing Company. 2001 wurde die Produktion an die Miller Brewing Company ausgelagert. Zu dieser Zeit war der Hauptsitz in San Antonio. Im selben Jahr eröffnete Best Place, ein Restaurant und Museum über die Geschichte der Brauerei, im Gebäude des ehemaligen Sternewirt.
Im Jahr 2006 verlegte CEO Kevin Kotecki die Verwaltung nach Woodridge. 2008 begann Pabst, die alte Marke Schlitz wieder anzubieten.
Am 26. Mai 2010 wurde Pabst durch den Investor C. Dean Metropoulos zu einem Preis von 250 Millionen US-Dollar gekauft. Der Hauptsitz wurde nach Los Angeles verlegt.
Ende 2020 wurde die Irwindale-Brauerei vom Konkurrenten MillerCoors übernommen. Bisher wurde dort der Braubetrieb aber noch nicht aufgenommen (Stand: November 2020).

## Marken
Pabst lässt zurzeit (2014) folgende Marken herstellen:
- Pabst Blue Ribbon
- Schlitz
- Old Milwaukee
- Colt 45 Malt Liquor
- Blast Colt 45
- Lone Star Beer
- Old Style
- Rainier Beer
- National Bohemian Beer
- The Original Olympia Beer
- Primo
- Stroh’s
- Stag Beer
- St. Ides Malt Liquor
- Champale
- Special Export
- Mc Sorley’s
- Schaefer Beer
- Schmidt
- Pearl
- Blatz
- Ballantine